# American Seating
Pour les articles homonymes, voir American et Seat.
American Seating Inc. est un fabricant américain de chaises et d'autres types de sièges, incluant des sièges pour les transports en commun, le transport ferroviaire, les établissements scolaires et les institutions religieuses. Fondée en 1886 sous le nom de Grand Rapids School Furniture Company, l'entreprise est basée à Grand Rapids, au Michigan. Son nom est devenue le nom d'une règle américaine éponyme, adoptée lors d'une poursuite judiciaire à laquelle American Seating avait participé.
De nombreuses institutions de divertissement ont promu les sièges d'American Seating aux États-Unis, comme le Radio City Music Hall, le Metropolitan Opera à New York, le Fenway Park de Boston, le Candlestick Park de San Francisco, maintenant détruit, et la Chambre du Sénat des États-Unis (en). En 2017, American Seating vend sa division de sièges pour les établissements sportifs, de divertissement ou d'administration et cesse de produire des sièges pour les stades, théâtres et églises.

## Histoire

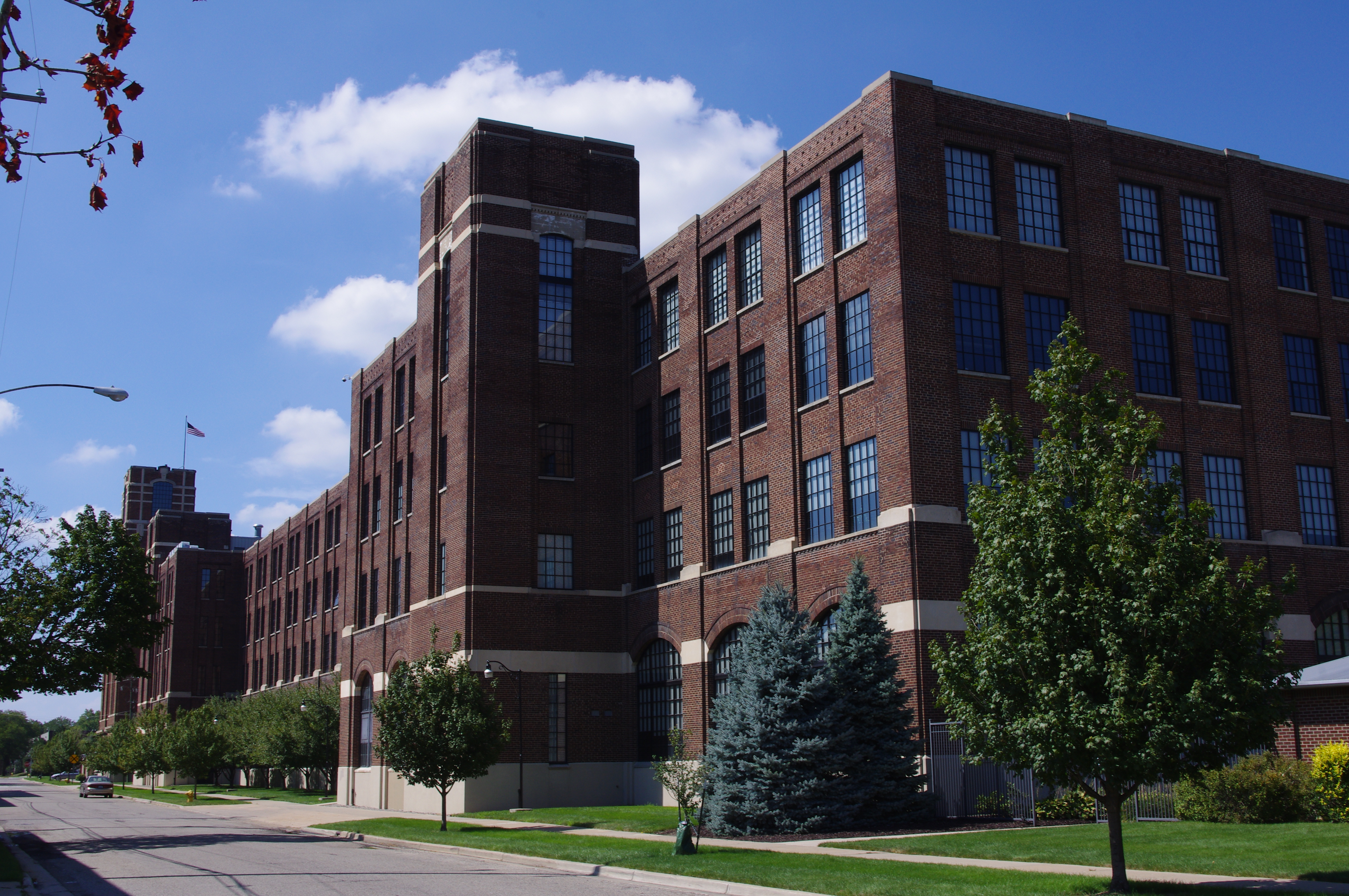
L', ancienne usine d'American Seating construite en 1888 et répertorié au registre national des lieux historiques.

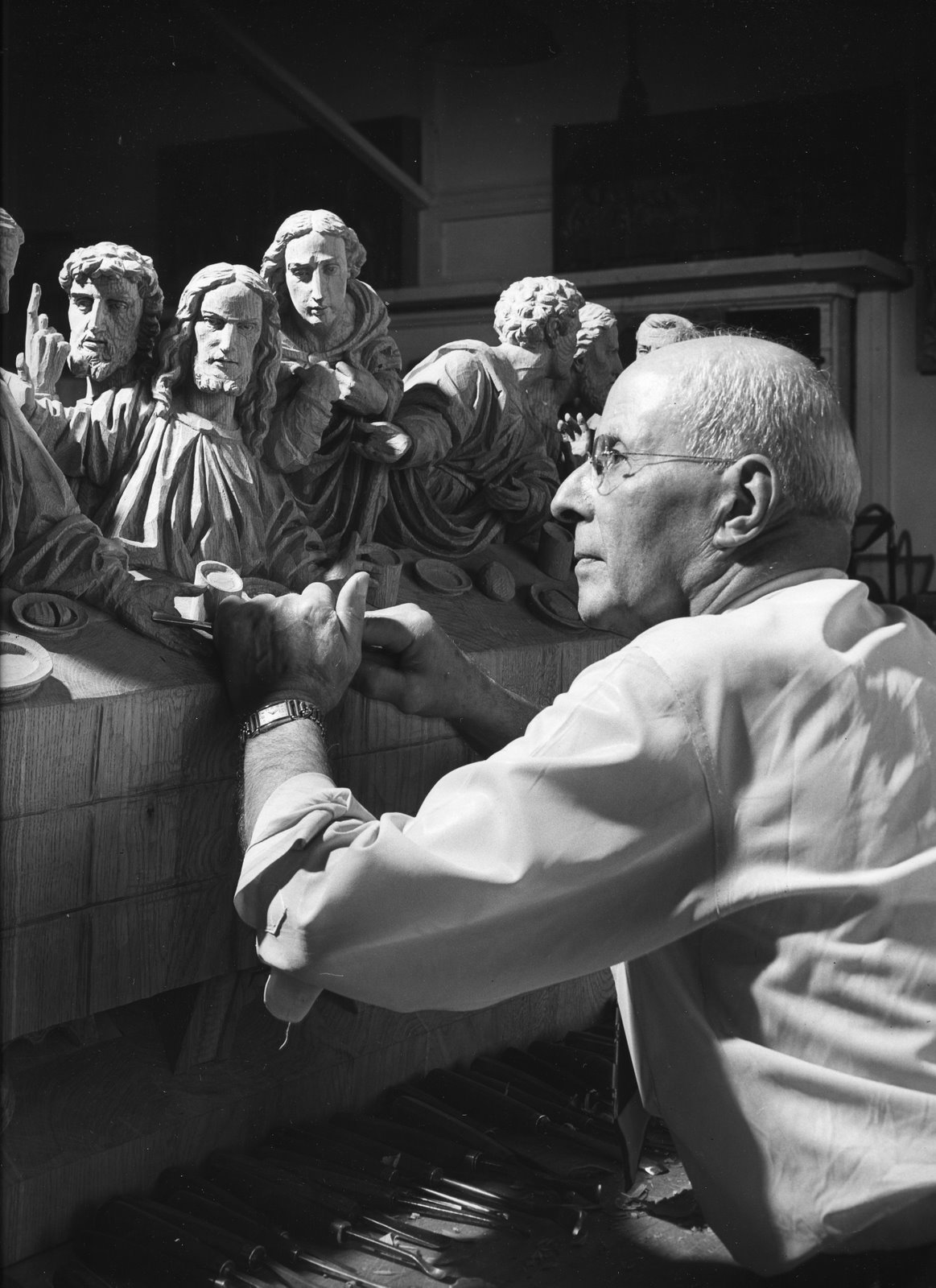
, sculpteur de chaises pour American Seating.

American Seating est fondée en 1886 par trois hommes d'affaires du conseil scolaire de Grand Rapids. Le 5 janvier, ils ouvrent une usine, destinée à la fabrication d'ameublement scolaire et de bureaux, principalement des pupitres scolaires en bois. Le 8 mais 1887 est établie la Grand Rapids School Furniture Company. La date de création de l'entreprise était stratégique, puisqu'elle avait été choisie en plein essor de l'industrie de l'ameublement à Grand Rapids, essor dû aux nombreuses forêts environnantes, la rivière Grande tout près, et la main-d'œuvre abondante qu'étaient les immigrants nouvellement arrivés. Son usine iconique, maintenant protégée par le registre national des lieux historiques est construite le 1er août 1889. En 1899, l'entreprise fusionne avec 18 autres fabricants d'ameublement voisins pour former l'American School Furniture Company.
À la suite des acquisitions de 1899, l'entreprise est accusée d'être un trust économique dans l'industrie de l'ameublement, puisqu'elle occupait un grand monopole sur le marché. En mars 1900, l'entreprise est poursuivie en justice à New York pour avoir violé la Sherman Antitrust Act de 1890. En 1906, la compagnie prend son nom actuel et se réorganise, déménageant notamment au New Jersey. Peu après 1907, American Seating et treize autres compagnies doivent payer une amende pour avoir opéré un trust à la suite d'une condamnation du juge Kenesaw Mountain Landis dans l'affaire anti-trust United States v. American Seating Co. Les compagnies accusés avaient été appelées le club prudent. Durant l'affaire, la cour fait référence à sa réorganisation de 1906 comme étant une tentative d'éliminer la concurrence et les plus petits producteurs. American Seating est amenée en cour dans d'autres affaires similaires, en 1940 et en 1971.
De 1909 jusqu'aux années 1930, la société installe les premiers sièges de plusieurs établissements de divertissement partout dans le pays. Les premiers endroits où l'on voit des sièges du type incluent le Forbes Field, le Fenway Park, le Comiskey Park, le Wrigley Field, ou encore l'ancien Yankee Stadium. À partir de 1926, ils deviennent les producteurs de la moitié de l'ameublement pour les écoles, les églises et les théâtres américains. Après avoir eu des bureaux à New York et à Chicago, la compagnie décide de s'établir à Grand Rapids en 1931. Durant la Seconde Guerre mondiale, la production d'American Seating se tourne vers l'effort de guerre, notamment en produisant le mobilier d'avions et de chars d'assaut, mais aussi en manufacturant d'autres produits destinés au combat. En 1947 débute sa production de sièges d'autobus. En 1958, elle introduit les premiers sièges de stades en plastique, qui sont démontrés pour la première fois au Los Angeles Memorial Coliseum. Elle commence aussi en 1960 à participer dans l'industrie médicale, en offrant principalement des lits d'hôpitaux et en 1970, commence sa collection de mobilier pour le transport ferroviaire. En 1982, American Seating vend sa division d'ameublement scolaire dû à une baisse de demande.
Elle a aussi une filiale canadienne, Otaco Seating, basée à Newmarket en Ontario. Les installations anciennes d'Otaco situées à Orillia ferment en 2007. Le 3 janvier 2017, l'entreprise annonce la vente de sa division d'ameublement pour établissements de divertissement à la Irwin Seating Company. La transaction est conclue en mars de la même année et entraîne la perte d'emploi de 80 travailleurs.